# Jidou El Moctar
Jidou El Moctar (ur. 8 lipca 1985) – mauretański lekkoatleta, sprinter, olimpijczyk z Londynu (2012) i Rio de Janeiro (2016).
Zawodnik reprezentował swój kraj na igrzyskach w Londynie - startował w biegu na 200 m - odpadł w eliminacjach z czasem 22.94 s.

## Rekordy życiowe
| Dystans            | Wynik (s) | Miejsce | Data             |
| ------------------ | --------- | ------- | ---------------- |
| Bieg na 100 metrów | 11,30     | Pekin   | 22 sierpnia 2015 |
| Bieg na 200 metrów | 22,94     | Londyn  | 7 sierpnia 2012  |
| Bieg na 400 metrów | 51,28     | Algier  | 18 lipca 2007    |